# 香港足球代表隊比賽紀錄 (2020年代)
以下為香港足球代表隊於2020年代（2020年至2029年）之國際A級賽事紀錄.

## 2020年
受新型冠狀病毒疫情影響，是年沒有比賽

## 2021年
| 2021-06-03 2022年世界盃暨2023年亞洲盃聯合外圍賽第二圈 | 伊朗                                       | 3 - 1                              | 香港       | 穆哈拉格                                 |
| 17:30 UTC+5                                           | 哥利沙迪 23' · 阿美利 61' · 安沙里法特 84' | 報告 (FIFA) 報告 (AFC) 報告 (HKFA) | 安永佳 85' | 場館： Al Muharraq Stadium ： Abdul Baki |

| 2021-06-11 2022年世界盃暨2023年亞洲盃聯合外圍賽第二圈 | 香港 | 0 - 1                              | 伊拉克         | 穆哈拉格                                      |
| 19:30 UTC+5                                           |      | 報告 (FIFA) 報告 (AFC) 報告 (HKFA) | 馮慶燁 11', OG | 場館： Al Muharraq Stadium ： KIMURA Hiroyuki |

| 2021-06-15 2022年世界盃暨2023年亞洲盃聯合外圍賽第二圈 | 巴林                                                                  | 4 - 0                              | 香港 | 里法                                       |
| 19:30 UTC+5                                           | 沙爾迪 49' · 哈希姆伊沙 54'（十二碼）, 70' · 伊斯美哈辛 90'（十二碼） | 報告 (FIFA) 報告 (AFC) 報告 (HKFA) |      | 場館： 巴林國家體育場 ： Yaqoob Abdul Baki |

## 2022年
| 2022-06-01 國際友誼賽 | 马来西亚                    | 2 - 0                            | 香港 | 吉隆坡                                           |
| 21:00 UTC+8           | 沙法威 31'（）， 沙菲 90+1' | 報告 (HKFA) 報告 (Transfermarkt) |      | 場館： 武吉加里爾國家體育場 ： 蘇海子 (馬來西亞) |

| 2022-06-08 2023年亞洲盃外圍賽第三圈 | 香港                    | 2 - 1                            | 阿富汗     | 加爾各答                                                   |
| 17:00 UTC+5:30                      | - 黃威 23' - 安永佳 27' | 報告 (HKFA) 報告 (Transfermarkt) | - 法沙 81' | 場館： 鹽湖體育場 入場人數： 1,115 ： 艾哈邁德·阿里 (約旦) |

| 2022-06-11 2023年亞洲盃外圍賽第三圈 | 柬埔寨 | 0 - 3                            | 香港                                   | 加爾各答                                                          |
| 17:00 UTC+5:30                      |        | 報告 (HKFA) 報告 (Transfermarkt) | - 安永佳 19' - 孫銘謙 21' - 陳肇鈞 63' | 場館： 鹽湖體育場 入場人數： 1,078 ： Yousif Saeed Hasan (伊拉克) |

| 2022-06-14 2023年亞洲盃外圍賽第三圈 | 印度                                             | 4 - 0                            | 香港 | 加爾各答                                                               |
| 20:30 UTC+5:30                      | - 阿里 2' - 切特里 45' - 辛格 85' - 班智達 90+3' | 報告 (HKFA) 報告 (Transfermarkt) |      | 場館： 鹽湖體育場 入場人數： 48,216 ： Qasim Matar Ali Al-Hatmi (阿曼) |

| 2022-07-19 2022年東亞足球錦標賽決賽週 | 日本                                                       | 6 - 0                   | 香港 | 鹿嶋                                                                |
| 19:20 UTC+9                           | - 相馬勇紀 2', 55' - 町野修斗 20', 57' - 西村拓真 22', 40' | 報告 (EAFF) 報告 (HKFA) |      | 場館： 茨城縣立鹿嶋足球場 入場人數： 4,980 ： Hassan Akrami（伊朗） |

| 2022-07-23 2022年東亞足球錦標賽決賽週 |                              | 3 - 0                   | 香港 | 豐田                                                               |
| 16:00 UTC+9                           | - 姜成真 17', 86' - 洪喆 74' | 報告 (EAFF) 報告 (HKFA) |      | 場館： 豐田體育場 入場人數： 4,335 ： Nazmi Nasaruddin（馬來西亞） |

| 2022-07-27 2022年東亞足球錦標賽決賽週 | 中國       | 1 - 0                   | 香港 | 豐田                                                              |
| 16:00 UTC+9                           | - 譚龍 67' | 報告 (EAFF) 報告 (HKFA) |      | 場館： 豐田體育場 入場人數： 4,220 ： Mongkolchai Pechsri（泰國） |

| 2022-09-21 國際友誼賽 | 香港                      | 2 - 0       | 緬甸 | 旺角                                                                                         |
| 20:00 UTC+8           | - 孫銘謙 34' - 羅梓駿 35' | 報告 (HKFA) |      | 場館： 旺角大球場 入場人數： （閉門作賽） ： Sultan Mohamed Saleh Yousif Alhammadi（阿聯酋） |

| 2022-09-24 國際友誼賽 | 香港 | 0 - 0       | 緬甸 | 掃桿埔                                                  |
| 20:00 UTC+8           |      | 報告 (HKFA) |      | 場館： 香港大球場 入場人數： 12,264 ： 飯田淳平（日本） |

## 2023年
| 2023-03-23 國際友誼賽 | 香港                   | 1 - 1       | 新加坡       | 旺角                                                              |
| 20:00 UTC+8           | - 陳漢偉 43'（乌龙球） | 報告 (HKFA) | - 陳漢偉 20' | 場館： 旺角大球場 入場人數： 5,910 ： Songkran Bunmeekiart (泰國) |

| 2023-03-28 國際友誼賽 | 马来西亚                             | 2 - 0                            | 香港 | 柔佛                                                                     |
| 20:00 UTC+8           | Akhyar Rashid 18' · Faisal Halim 41' | 報告 (HKFA) 報告 (Transfermarkt) |      | 場館： 蘇丹依布拉欣體育場 入場人數： 4,593 ： Mongkolchai Pechsri (泰國) |

| 2023-06-15 國際友誼賽 | 越南             | 1 - 0                            | 香港 | 海防                                                                 |
| 19:30 UTC+7           | - 桂玉海 32'（） | 報告 (HKFA) 報告 (Transfermarkt) |      | 場館： 拉赫特雷体育场 入場人數： 19,689 ： Suhaizi Shukri (馬來西亞) |

| 2023-06-19 國際友誼賽 | 香港 | 0 - 1       | 泰國       | 掃桿埔                                                  |
| 20:00 UTC+8           |      | 報告 (HKFA) | - 鄧達 63' | 場館： 香港大球場 入場人數： 13,434 ： 符傳輝（新加坡） |

| 2023-09-07 國際友誼賽 | 柬埔寨       | 1 - 1                            | 香港         | 金邊                          |
| 20:00 UTC+8           | - 蘇拉拍 89' | 報告 (HKFA) 報告 (Transfermarkt) | - 艾華頓 21' | 場館： 金邊國家奧林匹克體育場 |

| 2023-09-11 國際友誼賽 | 香港 | 10 - 0      |  | 掃桿埔                                                     |
| 20:00 UTC+8           | - 艾華頓 12', 59' · 陳俊樂 20' · 艾里奧 41' · 費蘭度 51' · 黃威 56' · 陳肇鈞 64', 83' · 潘沛軒 84', 87' | 報告 (HKFA) |  | 場館： 香港大球場 入場人數： 6,097 ： 華林頓 薩沙迪 (泰國) |

| 2023-10-12 2026年世界盃暨2027年亞洲盃聯合外圍賽第一圈 | 香港                                                     | 4 - 0                              | 不丹 | 掃桿埔            |
| 20:00 UTC+8                                           | - 米高 10'， 16' - 陳晉一 28' - Tenzin Norbu 35'(烏龍球) | 報告 (FIFA) 報告 (AFC) 報告 (HKFA) |      | 場館： 香港大球場 |

| 2023-10-17 2026年世界盃暨2027年亞洲盃聯合外圍賽第一圈 | 不丹                        | 2 - 0                              | 香港 | 廷布                                                              |
| 18:00 UTC+6                                           | - 辰卓堅贊 28' - 祖佳爾 47' | 報告 (FIFA) 報告 (AFC) 報告 (HKFA) |      | 場館： 羌黎密塘體育場 入場人數： 5,300 ： Thoriq Alkatiri（印尼） |

| 2023-11-16 2026年世界盃暨2027年亞洲盃聯合外圍賽第二圈 | 伊朗                                                    | 4 - 0                              | 香港 | 德黑蘭                                                                             |
| 18:00 UTC+3:30                                        | - 阿斯蒙 12', 15' - 邁赫迪·泰利美 87' - 列沙·伊安 90+2' | 報告 (FIFA) 報告 (AFC) 報告 (HKFA) |      | 場館： 阿薩迪體育場 入場人數： 6,191 ： Muhammad Nazmi bin Nasaruddin （馬來西亞） |

| 2023-11-21 2026年世界盃暨2027年亞洲盃聯合外圍賽第二圈 | 香港                    | 2 - 2                              |                    | 掃桿埔                                                        |
| 20:00 UTC+8                                           | - 黃威 12' - 艾華頓 36' | 報告 (FIFA) 報告 (AFC) 報告 (HKFA) | - 明加索夫 4', 36' | 場館： 香港大球場 入場人數： 6,601 ： 艾哈邁德·卡密（阿聯酋） |

## 2024年
| 2024-01-01 國際友誼賽 | 中國      | 1 - 2                | 香港              | 阿布扎比                                                                          |
| 17:30 UTC+4           | - 谭龙 9' | 報告 (Transfermarkt) | - 潘沛軒 51', 59' | 場館： 巴尼亚斯体育场 入場人數： 0 ： Yahya Mohammed Ali Hassan Al-Mulla (阿聯酋) |

| 2024-01-14 2023年亞洲盃決賽週 | 阿联酋                                                                  | 3 - 1                  | 香港         | 賴揚                                                                             |
| 17:30 UTC+3                   | - 蘇丹·阿迪爾 34'（） - 扎耶德·蘇爾坦 53' - 葉海亞·阿爾加薩尼 90+6'（） | 報告 (AFC) 報告 (HKFA) | - 陳肇鈞 49' | 場館： 哈利法國際體育場 入場人數： 15,586 ： 穆罕默德·塔基·阿爾·賈法里（新加坡） |

| 2024-01-19 2023年亞洲盃決賽週 | 香港 | 0 - 1                  | 伊朗                | 賴揚                                                               |
| 20:30 UTC+3                   |      | 報告 (AFC) 報告 (HKFA) | - 迈赫迪·加耶迪 24' | 場館： 哈利法國際體育場 入場人數： 36,412 ： 漢納·哈塔布（敘利亞） |

| 2024-01-23 2023年亞洲盃決賽週 | 香港 | 0 - 3                  | 巴勒斯坦                                   | 多哈                                                                    |
| 18:00 UTC+3                   |      | 報告 (AFC) 報告 (HKFA) | - 歐迪·達巴赫 12', 60' - 扎伊德·肯巴爾 48' | 場館： 阿卜杜拉·本·哈里發體育場 入場人數： 6,568 ： 肖恩·埃文斯（澳洲） |

| 2024-03-21 2026年世界盃暨2027年亞洲盃聯合外圍賽第二圈 | 香港 | 0 - 2                              |                                                       | 旺角                                                 |
| 20:00 UTC+8                                           |      | 報告 (FIFA) 報告 (AFC) 報告 (HKFA) | - 蘇木羅多夫·埃爾多 49' - 阿舒爾馬托夫·魯斯塔姆洪 62' | 場館： 旺角大球場 入場人數： 6,263 ： 金宇成（南韓） |

| 2024-03-26 2026年世界盃暨2027年亞洲盃聯合外圍賽第二圈 |                                                                           | 3 - 0                              | 香港 | 塔什干                                                             |
| 19:30 UTC+5                                           | - 埃爾多爾·肖穆羅多夫 20' - 霍日馬特·埃爾基諾夫 63' - 奧斯頓·烏魯諾夫 70' | 報告 (FIFA) 報告 (AFC) 報告 (HKFA) |      | 場館： 國家體育場 入場人數： 29,584 ： Ahmed Faisal Al-Ali（約旦） |

| 2024-06-06 2026年世界盃暨2027年亞洲盃聯合外圍賽第二圈 | 香港                      | 2 - 4                              | 伊朗                                                                            | 掃桿埔                             |
| 20:00 UTC+8                                           | - 馬希偉 14' - 杜俊暉 59' | 報告 (FIFA) 報告 (AFC) 報告 (HKFA) | - 邁赫迪·泰利美 12' - 邁赫迪·泰利美 34' - 邁赫迪·泰利美 57' - 萨达尔·阿兹蒙 65' | 場館： 香港大球場 入場人數： 9,992 |

| 2024-06-11 2026年世界盃暨2027年亞洲盃聯合外圍賽第二圈 |  | 0 - 0                              | 香港 | 阿什哈巴                                  |
| = 20:00 UTC+5                                         |  | 報告 (FIFA) 報告 (AFC) 報告 (HKFA) |      | 場館： 阿什哈巴德体育场 入場人數： 10,324 |

| 2024-09-05 斐濟三角賽 | 所罗门群岛 | 0 - 3                | 香港                                           | 蘇瓦                                         |
| 19:00 UTC+12          |            | 報告 (Transfermarkt) | - 祖連奴 22' - 安永佳 45+1'（） - 黃威 47'（） | 場館： HFC銀行體育場 ： Torika Delai（斐濟） |

| 2024-09-08 斐濟三角賽 | 斐济         | 1 - 1                | 香港         | 劳托卡                                                      |
| 15:00 UTC+12          | - 拿迪加 18' | 報告 (Transfermarkt) | - 安永佳 77' | 場館： 邱吉爾公園球場 ： David Yareboinen（巴布亞新畿內亞） |

| 2024-10-10 國際友誼賽 | 列支敦斯登            | 1 - 0                   | 香港 | 華杜茲                                                               |
| 19:30 UTC+2           | - 尼古拉斯·哈斯勒 16' | 報告 (UEFA) 報告 (HKFA) |      | 場館： 萊茵公園球場 入場人數： 1,332 ： Désirée Grundbacher （瑞士） |

| 2024-10-15 國際友誼賽 | 香港                                     | 3 - 0       | 柬埔寨 | 掃桿埔                                       |
| 20:00 UTC+8           | - 安永佳 29' - 艾華頓 35' - 祖連奴 90+2' | 報告 (HKFA) |        | 場館： 香港大球場 入場人數： 5,289 ： 黄玉河 |

| 2024-11-14 國際友誼賽 | 香港                             | 3 - 1       | 菲律賓         | 掃桿埔                                       |
| 20:00 UTC+8           | - 安永佳 44', 90+6' - 艾華頓 83' | 報告 (HKFA) | - 基斯甸臣 48' | 場館： 香港大球場 入場人數： 4,966 ： 華利唐 |

| 2024-11-19 國際友誼賽 | 香港         | 1 - 0       | 模里西斯 | 旺角                                       |
| 20:00 UTC+8           | - 艾華頓 11' | 報告 (HKFA) |          | 場館： 旺角大球場 入場人數： 4,937 ： 托邦 |

| 2024-12-08 2025年東亞足球錦標賽外圍賽 | 香港                                   | 3 - 0                   | 蒙古国 | 旺角                                         |
| 18:00 UTC+8                           | - 艾華頓 24' - 黃威 35' - 尼高拉斯 60' | 報告 (EAFF) 報告 (HKFA) |        | 場館： 旺角大球場 入場人數： 3,329 ： 祖柏安 |

| 2024-12-14 2025年東亞足球錦標賽外圍賽 | 香港                      | 2 - 1                   | 中華臺北     | 旺角                                         |
| 20:00 UTC+8                           | - 安永佳 19' - 徐宏傑 87' | 報告 (EAFF) 報告 (HKFA) | - 游耀興 29' | 場館： 旺角大球場 入場人數： 5,637 ： 蔡尚協 |

| 2024-12-17 2025年東亞足球錦標賽外圍賽 | 香港                                                    | 5 - 0                   | 關島 | 掃桿埔                                       |
| 20:00 UTC+8                           | - 陳肇鈞 2', 53' - 尼高拉斯 12' - 艾華頓 50' - 杜度 78' | 報告 (EAFF) 報告 (HKFA) |      | 場館： 香港大球場 入場人數： 8,236 ： 祖柏安 |

## 2025年
| 2025-03-19 國際友誼賽 | 香港                      | 2 - 0       | 澳門 | 旺角                                         |
| 20:00 UTC+8           | - 鐘樂安 27' - 李小恆 40' | 報告 (HKFA) |      | 場館： 旺角大球場 入場人數： 5,464 ： 黄玉河 |

| 2025-03-25 2027年亞洲盃外圍賽第三圈 | 新加坡 | 0 - 0                    | 香港 | 加冷                                               |
| 20:30 UTC+8                         |        | [報告 (AFC)] 報告 (HKFA) |      | 場館： 新加坡國家體育場 入場人數： 8,064 ： 蔡尚協 |

| 2025-06-05 國際友誼賽 | 香港 | 0 - 0       | 尼泊尔 | 掃桿埔                                         |
| 20:00 UTC+8           |      | 報告 (HKFA) |        | 場館： 香港大球場 入場人數： 6,082 ： 比捷斯利 |

| 2025-06-10 2027年亞洲盃外圍賽第三圈 | 香港                           | 1 - 0                  | 印度 | 啟德                                                  |
| 20:00 UTC+8                         | - 史提芬彭利拿 90+4'（十二碼） | 報告 (AFC) 報告 (HKFA) |      | 場館： 啟德體育園主場館 入場人數： 42,570 ： 阿拿迪恩 |

| 2025-07-08 2025年東亞足球錦標賽決賽圈 | 日本 | 6 - 1 | 香港 | 龍仁市              |
| 20:00 UTC+9                           |      |       |      | 場館： 龍仁龍體育場 |

| 2025-07-11 2025年東亞足球錦標賽決賽圈 |  | 2 - 0 | 香港 | 龍仁市              |
| 20:00 UTC+9                           |  |       |      | 場館： 龍仁龍體育場 |

## 非國際A級賽事
| 2024-01-04 國際友誼賽 |                                           | 2 - 1 | 香港         | 阿布扎比     |
|                       | - Rustam Soirov 25' · Shakhrom Samiev 51' |       | - 艾華頓 33' | 入場人數： 0 |

| 2024-01-10 國際友誼賽 | 沙烏地阿拉伯                                     | 2 - 0 | 香港 | 阿布扎比     |
|                       | - 法赫德·穆瓦拉德 9' · 阿卜杜勒拉赫曼·加里卜 83' |       |      | 入場人數： 0 |

| 2025-05-30 凝皓教育挑戰盃 | 香港         | 1 - 3 | 曼聯                         | 掃桿埔                                        |
| 20:00 UTC+8               | - 祖連奴 19' | 報告  | - 奧比 50', 82' - 海文 90+4' | 場館： 香港大球場 入場人數： 33,098 ： 何煒昇 |